# سیلوستر چرچیل
سیلوستر چرچیل (تولد: ۲ اوت ۱۷۸۳ - مرگ: ۷ دسامبر ۱۸۶۲) روزنامه‌نگار و از افراد شرکت کرده در جنگ جنگ آمریکا و مکزیک بوده است. وی متولد ایالت ورمانت آمریکا بود.